# Superdotación intelectual
La superdotación intelectual es la característica de los individuos que tienen una habilidad intelectual significativamente elevada. El individuo superdotado tiene niveles muy superiores a los de las aptitudes medias establecidas en las diferentes escalas de evaluación de cociente intelectual mundial (CI), así como parámetros elevados detectados mediante otras prácticas profesionales de medición o referencia que miden su creatividad, curiosidad, capacidad de análisis o aprendizaje. La superdotación intelectual es generalmente entendida como una aptitud innata, que no puede ser adquirida con esfuerzo personal. Se distingue de las habilidades concretas en que estas sí pueden obtenerse a través del aprendizaje, o por comportamientos adquiridos.
Existen numerosas teorías sobre la definición, desarrollo y métodos de identificación y tratamiento de la superdotación intelectual. Aunque anteriormente no existía una definición unificada de superdotación, los avances en la teoría de las inteligencias múltiples han creado un nuevo modelo, en el que se distingue entre personas con uno o más talentos —es decir, superdotación específica en personas que sobresalen en uno o varios de tipos de inteligencia— y personas superdotadas generales, que sobresalen en general en todos los tipos de inteligencia (polimatía) y presentan, además, alta creatividad y varios rasgos de personalidad característicos. Por extensión, superdotado o polímata son los términos usados para designar a aquellas personas que poseen esta característica. La expresión persona con altas capacidades intelectuales se suele usar como sinónimo, aunque este ya incluye a un grupo más extenso de gente.
Se acepta de forma mayoritaria que la superdotación es hereditaria hasta un 70%, aunque existe un debate al respecto. Algunos científicos proponen que se hereda a través del cromosoma X, lo que explicaría la diferencia estadística entre hombres y mujeres en los test de CI.

## Definiciones y controversia
La definición exacta de superdotación intelectual ha sido tema de controversia a lo largo de los años. No existe una definición unificada, sino más bien distintas versiones con más o menos defensores y asociados, en ocasiones opuestas entre sí. 
El concepto de superdotación ha evolucionado de forma paralela y dependiente a la teoría de la inteligencia (Castelló, 1992). Se diferencian de forma clara dos vertientes predominantes en el siglo pasado que condicionan el concepto de superdotación. Por un lado, el enfoque psicométrico y, por el otro, el paradigma cognitivo. En el enfoque psicométrico, la superdotación únicamente se relacionaba con un alto cociente intelectual. Los modelos monolíticos de la inteligencia hacían referencia a la capacidad de aprendizaje como la principal manifestación de la inteligencia, estableciendo cuatro cualidades íntimamente relacionadas con los aprendizajes académicos: aptitud verbal, gestión de memoria, razonamiento lógico y capacidad de transferencia (Guilford, 1967). Estas constituían el principal criterio para el diagnóstico del superdotado. Por lo tanto, y atendiendo a estos criterios, el superdotado solo podría hallarse en contextos donde la población infantil estuviera escolarizada, excluyendo en todos los casos a niños de contextos sociales más desfavorecidos o pertenecientes a otras culturas.
En la actualidad, se define el alumnado con altas capacidades intelectuales como aquel que maneja y relaciona múltiples recursos cognitivos de tipo lógico, numérico, espacial, de memoria, verbal y creativo, o bien destaca especialmente y de manera excepcional en el manejo de uno o varios de ellos.
El concepto de superdotación se reserva en la actualidad al momento en el que el sujeto ha madurado biológicamente. Del mismo modo, el factor de la edad es el que determinará y delimitará la terminología a aplicar en cada caso. El superdotado será diagnosticado como tal a partir de 12-13 años, pues es entonces cuando termina el periodo de desarrollo y la inteligencia se cristaliza. Por lo tanto, no se puede hablar de niños superdotados, ya que la superdotación es una condición adulta, los niños y niñas tienen alta capacidad (Pérez, 1998). También se ha demostrado que las altas capacidades no son un factor estático que permanece en el sujeto, sino que estas pueden evolucionar de manera positiva si la influencia ambiental es adecuada, o negativamente, si no se recibe el apoyo adecuado o si las condiciones de interacción con el ambiente no son las propicias para su desarrollo (Herce y Sanchis, 2014). Por ello, los niños y niñas que presentan altas capacidades (tradicionalmente denominados superdotados), requieren de un Programa de Intervención que permita el desarrollo de sus capacidades, mediante un programa de enriquecimiento. Existen cuestionamientos sobre la utilización del término. 
Actualmente, se utiliza el término altas capacidades Intelectuales (ACI) o altas capacidades (AC-AA. CC.), con más frecuencia y aceptación.
En países de habla inglesa, el término es definido como intellectual giftedness.[cita requerida]

### Definición según CI
Tradicionalmente, se ha identificado la superdotación con un alto cociente intelectual (CI) desde que Lewis Terman publicó la escala de inteligencia (Stanford-Binet, 1916). Según esta definición, un superdotado sería todo aquel que alcanza una puntuación de más de 130 puntos en un test de CI. Esta percepción subsiste hoy día, siendo una forma muy extendida de identificación de superdotación.
Siguiendo esta línea, algunos pedagogos y psicólogos presentan la siguiente clasificación para describir diferentes niveles de superdotación intelectual, con el CI como punto de referencia:
- Inteligencia brillante (no alcanza la superdotación intelectual): de 116 a 129 de CI. Representa aproximadamente entre el 14% y 3% respectivamente de la población.
- Superdotación intelectual moderada: de 130 a 134 de CI. Representa el 2% de la población.
- Superdotación intelectual alta: de 135 a 144 de CI. Representa el 1% de la población.
- Superdotación intelectual excepcional: de 145 a 160 de CI. Representa el 0,1% de la población y el 0,01% respectivamente. Estos son denominados genios.
- Superdotación intelectual profunda: Más de 160 de CI. Representa el 0,001% de la población.

Las críticas más habituales hechas a este modelo son idénticas a las expresadas contra el concepto mismo de cociente intelectual en general: solo miden un factor del individuo (la inteligencia lógico-matemática), sin tenerlo en cuenta en su totalidad, y los test pueden contener preguntas que introduzcan factores sociales y culturales que manipulen el resultado (una prueba de matemáticas avanzadas para alguien que no haya recibido dicha formación, o acerca de conocimientos propios de un entorno social concreto).
Sin embargo, otros investigadores han sugerido desde la primera mitad del siglo XX que el intelecto no puede expresarse de una forma tan unitaria, dando lugar a otras aproximaciones más amplias al concepto de inteligencia. En esta línea, investigaciones desarrolladas en las décadas de 1980 y 1990 han proporcionado datos que apoyan el concepto de múltiples componentes de la inteligencia, lo que ha llevado a la teoría de las inteligencias múltiples. Desde este punto de vista, la superdotación no es solo atribuible a un alto CI, sino que deben darse también otros elementos: múltiples cualidades de las cuales no todas son de tipo intelectual. En este contexto, identificar superdotación con CI se percibe como un error conceptual y una simplificación inadecuada.
En este contexto, la mayoría de autores distinguen diversos casos que, siguiendo la definición tradicional, serían todos identificados indistintamente como superdotación intelectual, dependiendo de si el individuo resulta sobresaliente en una, varias, o todas las posibles formas de inteligencia:
- Talento simple: percentil igual o superior a 90 en una determinada capacidad: cálculo numérico, aptitud verbal, creatividad verbal.
- Talento complejo: percentil superior a 80 en al menos tres capacidades: académico (verbal + lógico + gestión de memoria), artístico (espacial + lógico + creativo), matemático (numérico + lógico + espacial).
- Sobredotación intelectual: percentil superior a 75 en todas las capacidades relacionadas con las aptitudes intelectuales tradicionales, junto con la creatividad.[10]

Englobados dentro de un paradigma más actual, los distintos talentos serían formas específicas de altas capacidades intelectuales, diferentes de la superdotación, y por tanto con distintas características y problemáticas. Siguiendo con esta línea y ante la dificultad técnica de realizar test de CI a niños muy pequeños, se prefiere hablar de "precocidad intelectual" en los casos de niños de altas capacidades intelectuales, retrasando una definición más exacta hasta el momento en que sean fiables los test correspondientes (entre los 8 y los 12 años). En cualquier caso, la problemática a esas edades es la misma, y se sugiere la misma aproximación en cuanto a educación, sin distinciones.

### Definición según rendimiento
Joseph Renzulli propuso en 1978 otra definición, la "superdotación en tres anillos" (Modelo de los tres anillos de Renzulli). Esta, desarrolla un modelo sobre los comportamientos superdotados que de personas superdotadas. Propone que dichos comportamientos superdotados reflejan una interacción entre tres conjuntos de características humanas:
- Habilidad superior a la media.
- Altos niveles de compromiso con la tarea desarrollada.
- Altos niveles de creatividad.

Los individuos superdotados en esta definición serían, por tanto, aquellos que poseen o son capaces de desarrollar este conjunto de habilidades, y las aplican en cualquier área potencialmente valiosa de rendimiento humano. Es importante recalcar que, según Joseph Renzulli, estas características humanas emergerán de forma simultánea únicamente en ciertas personas, en determinados momentos y bajo circunstancias concretas.

### Definición según áreas de desempeño

#### Aplicación de la "Teoría de las inteligencias múltiples"
La teoría de las inteligencias múltiples ha sido asociada con frecuencia a la superdotación en el ámbito de la educación como respuesta ideal a las necesidades de los niños de altas capacidades. Dicha teoría no está pensada específicamente para este tipo de niños, pero, como define más una actitud hacia la educación que un conjunto de técnicas o estrategias, resulta perfectamente aplicable y se ha demostrado que esta aproximación elimina la gran mayoría de problemas de aprendizaje asociados a la superdotación.
Según la teoría, existen ocho inteligencias, en las que las personas asimilan o aprenden acerca del mundo que las rodea: interpersonal, intrapersonal, corporal cinética, musical, espacial, lógica-matemática, lingüística y naturalista. En algunos casos, también se toma en cuenta la inteligencia emocional. Cuando se aplica esta aproximación a la educación, proporcionando planes de estudios en los que los alumnos pueden desarrollar libremente sus intereses, no solo se mejora el proceso de aprendizaje de todos los alumnos, sino que se permite que aquellos dotados con altas capacidades puedan avanzar a su antojo sin quedar encorsetados en un sistema que les oprime, eliminando así el factor principal de estrés y la desmotivación en el colegio para ellos. Se genera así una situación en la que todos avanzan, cada uno al ritmo que marcan sus posibilidades y fomentando la colaboración entre compañeros (llegando a alcanzar niveles de aprendizaje superiores).

## Superdotación intelectual infantil

### Características
Todas las características que se mencionarán no se dan en todos los niños con alta capacidad intelectual, pero sí que responden en su mayoría al perfil general que presentan estos niños, que se caracterizan porque:
- En menos del 1% de los casos poseen memoria eidética, aunque el hecho de que esto ocurra es poco común. Sin embargo, es más común en niños superdotados que en un caso dentro de la inteligencia normal.

- Poseen un conocimiento más amplio y profundo que el resto de sus compañeros, siendo capaces de adquirirlo de una forma más rápida y eficaz. Esto les permite dominar nuevas estrategias con una velocidad inusual, lo que les permite en muchos casos ser lectores precoces.

- Son capaces de extrapolar los conceptos aprendidos a otros campos y demostrar un amplio nivel de planificación.

- Son capaces de seleccionar la información que les será útil para definir un problema y de localizar o diseñar las estrategias necesarias para resolverlo, siendo a su vez capaces de determinar criterios con los que evaluar sus propios rendimientos.

- Muestran una gran curiosidad ante tareas que les supongan un reto. Por el contrario, se aburren y muestran desinterés ante tareas simples, repetitivas o con poca dificultad. Persisten en la tarea hasta que son capaces de llegar al final si se sienten interesados en ella. [cita requerida]

- Generalmente comienzan a hablar antes de lo habitual, utilizando un vocabulario complejo y oraciones bien construidas. Además, dado que su comprensión del lenguaje es muy elevada, son capaces de entender desde pequeños conversaciones entre adultos, lo que les permite, a su vez, ampliar sus propios conocimientos.[12]

- Otros signos de un lenguaje avanzado son el uso de metáforas y analogías, la elaboración de historias o canciones espontáneamente, la modificación de su propio lenguaje a la hora de utilizarlo con niños más pequeños, etc. También se relaciona con el lenguaje su capacidad para captar la ironía y el sentido del humor, aunque en ocasiones su propio humor no es comprendido por los demás. Desde muy pequeños poseen una gran imaginación y fantasía.[13]

- Sus pensamientos e ideas son flexibles y son capaces de aportar nuevas soluciones a los problemas. Generalmente son más sensibles a las necesidades y sentimientos de otras personas. Pueden identificar cuál es la situación emocional de las personas, y deducir cuál puede ser la causa de sus conductas de manera sencilla.

- Suelen presentar facilidad para el aprendizaje, retienen fácilmente la información y pueden aplicarla en diversas situaciones y contextos, contando con alternativas ante los problemas que se presentan en la vida cotidiana.

- Utilizan su imaginación, produce un gran número de ideas e incluso pueden llegar a inventar juegos.

- Generalmente muestran capacidad de liderazgo, que suele presentarse en ciertos aspectos como la aceptación de responsabilidades, la preferencia por dirigir el grupo, la capacidad de comunicación, adaptabilidad, flexibilidad, la capacidad de dirección del grupo, etc.

- Suelen poseer un amplio sentido moral y de la justicia, al tiempo que desarrollan antes el autoconcepto, lo cual acelera el reconocimiento de que son “distintos” de los demás.[cita requerida]

- Generalmente su alta persistencia en la tarea les hace ser perfeccionistas, fijándose metas muy altas en su propio rendimiento, incluso más altas de las propuestas por los padres o los profesores.[14]

- Duermen mucho más o mucho menos que el promedio, sintiendo la misma energía que aquellos durmiendo lo habitual.

- Comienzan a leer y a mostrar un interés en la lectura desde muy temprana edad, dado que su nivel de aprendizaje es mucho más alto que el de los demás niños. En promedio un niño superdotado suele aprender a leer alrededor de los cuatro años. En algunos extremos casos llegan a aprender a leer por debajo de los tres años. Pueden aprender con ayuda, o solos.

- Algunos de estos niños superdotados pueden presentar graves problemas de ansiedad debido a la situación educativa en las escuelas donde se encuentran, entre otros posibles factores dependiendo del niño y su situación.

### Identificación
Los sistemas de identificación y educativos, deben ser proactivos y no reactivos. Con frecuencia se actúa de modo auxiliar, detectando y actuando en el mejor de los casos cuando el problema se plantea, en una familia o en un grupo de alumnos, en la escuela o fuera de ella. Este tipo de acciones, que denominamos reactivas (el sistema reacciona cuando surge un problema que debe resolverse), se apoyan muchas veces en una concepción errónea de la superdotación quizá ligada con varios de los mitos más comunes.
Los sistemas educativos tienen que promover óptimos, no asegurar mínimos. Esto quiere decir que es preciso establecer procedimientos de búsqueda sistemáticos y regulares que, vinculados de modo adecuado a programas educativos diversos, permitan identificar a todos aquellos posibles alumnos que por sus características personales no van a ser adecuadamente estimulados por los programas regulares. 
Esta política nos llevaría a una promoción activa y decidida de todo tipo de talentos. Para ello es preciso reconocer que los alumnos superdotados lo son de modo potencial, es decir, que la superdotación se desarrolla y proyecta en actividades productivas del más diverso tipo como consecuencia de un entrenamiento pautado y sistemático. Así pues, sin tales acciones corremos el riesgo de privar de las ayudas específicas a alumnos que necesitarían un aprendizaje a un ritmo y con unas características y nivel de reto diferentes.
Dado el carácter emergente de la superdotación, la identificación debe ser vista también como un proceso continuo, no como un proceso único que dice de una vez y para siempre si un niño es superdotado o no. Los talentos emergen y crecen evolutivamente, y para algunos no llegan a emerger porque no se produce una adecuada estimulación en la escuela y la familia. Es imperativo, por tanto, que todos los que trabajan con jóvenes vean los talentos y potencialidades como algo educable y emergente, y no como algo fijo e inmutable.
Por tanto, parece evidente que sin acciones sistemáticamente encaminadas al desarrollo del talento, de los talentos más diversos, corremos el riesgo cierto de que estos puedan perderse por una falta de atención a los mismos.

### Desarrollo en el niño de Altas Capacidades
Los niños de altas capacidades intelectuales pueden desarrollarse de forma asíncrona: el desarrollo de sus mentes suele estar más avanzado que su crecimiento físico, y las funciones específicas cognitivas y emocionales suelen desarrollarse de forma distinta o a niveles distintos en momentos de desarrollo diferentes. Aunque no siempre esa asincronía se manifiesta como una aceleración. Un ejemplo citado frecuentemente sobre la asincronía en el desarrollo infantil es el de Albert Einstein, que no empezó a hablar hasta los cuatro años, aunque su fluidez y logros posteriores choquen con ese retraso inicial.
A este respecto, el psicólogo y científico cognitivo Steven Pinker ha teorizado que, en los casos de Einstein y otros superdotados de quien se sabe que empezaron a hablar tarde, más que ver los logros adultos como una superación de un desorden inicial, puede bien ser que la superdotación y el retraso en el desarrollo estén intrínsecamente relacionados.
Los niños de altas capacidades pueden avanzar más deprisa por los estadios del desarrollo cognitivo, establecidos por psicólogos evolutivos post-freudianos como Jean Piaget. Los niños con altas capacidades además perciben el mundo de forma distinta, resultando en ciertas tensiones sociales y emocionales. El trabajo de Kazimierz Dabrowski sugiere que los niños dotados tienen una mayor excitabilidad en el ámbito psicomotor, sensorial, imaginativo, intelectual y emocional.

### Educación en alumnos con altas capacidades
Tener alta capacidad intelectual no es un problema educativo; sin embargo, una atención inadecuada de la misma puede convertirla en un problema.
La realidad, por lo general, que viven a diario estos alumnos en sus escuelas es que no reciben el estímulo intelectual que necesitan, debido a que los profesores, por falta de formación y recursos, se orientan a atender a la mayoría, resintiéndose los extremos: los alumnos con problemas de aprendizaje y aquellos que adquieren los conocimientos a mayor velocidad. Como consecuencia, el desarrollo intelectual y afectivo de los más capaces puede sufrir seriamente y convertirse en un problema algo que inicialmente no lo era. Una cantidad considerable de superdotados llegan a fracasar debido a los pocos estímulos externos que reciben por una detección muy atrasada de la superdotación, y puede llegarse al fracaso escolar.
En algunos casos, la superdotación puede presentar desventajas o problemas:
- Algunos niños superdotados no tienen mejores notas académicas que la media, puesto que una cantidad de ellos fracasa escolarmente porque aprenden y comprenden de una manera diferente. Sin embargo, es un tópico infundado la creencia de que la mayoría de los superdotados ni fracasa, ni tiene problemas.[17][fuente cuestionable]

- La edad mental del niño superdotado se encuentra, a veces, en desfase con su edad física (síndrome de disincronía) y sus necesidades afectivas pueden ser mayores que las de cualquier otro debido a su hipersensibilidad y gran receptividad, tanto sensoriales como emocionales e intelectuales.

- A algunas personas superdotadas se les atribuyen erróneamente problemas de atención. Aprenden rápido y pronto se aburren y se distraen con otras cosas que captan su interés, lo que les hace parecer estar "en las nubes". Este comportamiento a veces lleva a los niños superdotados a ser confundidos con niños con hiperactividad.[cita requerida]

- Los niños superdotados pueden a menudo presentar comportamientos que pueden ser considerados molestos por algunas personas, como hacer preguntas desde la mañana a la noche (es típica la edad temprana a la que estos niños empiezan a usar la pregunta "¿Por qué?"), cuestionan las reglas que se les pretenden imponer "porque sí" y no aceptan comportamientos que ellos consideran injustos (hacia ellos y hacia otros).[cita requerida]

- Dado que son perfeccionistas, casualmente están corrigiendo oraciones mal estructuradas o dichas por sus maestros, padres o toda persona que tenga una conversación con ellos. Eso los lleva a parecer molestos o que tienen intenciones de irritar a estas personas, pero en realidad simplemente tratan de corregirlos. También puede generar un problema en actividades artísticas como la arquitectura, la pintura o la escultura donde el resultado siempre puede ser mejorable. Esto termina por retrasar el trabajo y la obsesión de perfección nunca deja satisfecho al individuo.[cita requerida]

- Debido a los sistemas de educación actuales, muchos de estos niños a menudo suelen destacar en algunas materias sin haberlas estudiado previamente, ya que su comprensión tan rápida citada con anterioridad les ayuda a estructurarlo en su mente desde un primer momento.[cita requerida]

Existen distintas formas de llevar a cabo una intervención educativa. Dentro de los Centros Educativos, existen diversos tipos de medidas de atención a la diversidad como la aceleración, enriquecimiento curricular horizontal y vertical, y distintos tipos de agrupamientos en el aula. Fuera del sistema educativo, se llevan a cabo Programas Especializados de Enriquecimiento Extracurricular y Estimulación Cognitiva.

## Educación según países

### Estados Unidos
En los Estados Unidos, el sistema educativo lleva décadas trabajando alrededor del concepto de educación de superdotados, por lo que cuentan con una definición legal del término. La mayoría de estados han adoptado completa o parcialmente la Definición Federal de Alumnos Dotados y Talentosos:

El término "Dotados y talentosos" cuando se usa en referencia a estudiantes, niños o jóvenes que muestran evidencias de alto rendimiento en áreas como las capacidades intelectuales, artísticas o de liderazgo, o en campos académicos específicos, y que requieren de servicios o actividades no provistas habitualmente por el colegio, con el fin de desarrollar al máximo dichas capacidades.

### Costa Rica

#### Un caso de estudio sobre la conceptualización docente acerca de las características, necesidades educativas especiales y posibles respuestas pedagógicas para los educandos con superdotación[19]
La conceptualización docente acerca de las características, necesidades educativas especiales y posibles respuestas pedagógicas para los educandos con superdotación en Costa Rica ha sido objeto de estudio en la investigación publicada en 2009 en la prestigiosa revista Cuadernos de Investigación UNED. Según el estudio, realizado en las provincias de San José, Alajuela y Limón, Costa Rica, se consultó a una muestra de 279 maestros de preescolar y primaria sobre su conocimiento y manejo de estudiantes superdotados.
Los maestros encuestados mostraron un entendimiento general de las características de los alumnos superdotados, alineándose en gran medida con la perspectiva de los expertos. Sin embargo, también revelaron la persistencia de varios mitos en torno a este grupo estudiantil. Aunque reconocen la importancia de atender a las necesidades específicas de los estudiantes superdotados, la mayoría de los docentes encuestados admitieron no recibir la formación adecuada para satisfacer estas demandas de manera efectiva.
En cuanto a las respuestas pedagógicas, los maestros manifestaron una creencia en la integración de los estudiantes superdotados dentro del sistema educativo regular. Sin embargo, reconocen las limitaciones existentes en términos de personal capacitado y recursos adecuados para apoyar plenamente a estos estudiantes dentro de un entorno educativo inclusivo.
Este estudio resalta la necesidad imperiosa de desarrollar programas de formación continua y especializada para los docentes, así como de implementar políticas educativas que promuevan un ambiente inclusivo y de apoyo para los educandos con superdotación en Costa Rica.

## Distribución de la población con superdotación intelectual

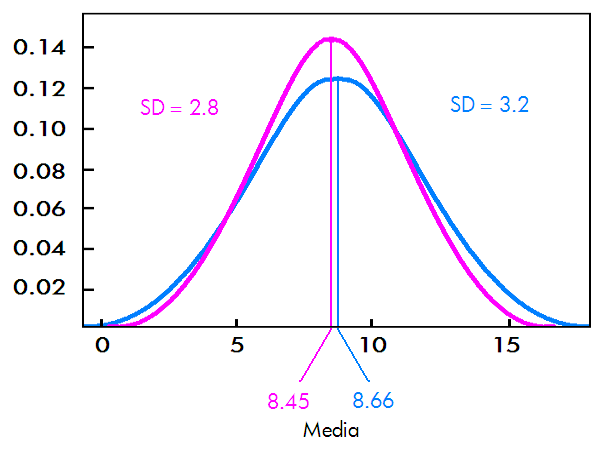
Diagrama que muestra las dos curvas de ambos sexos comparadas tras procesar la información generada por Armed Services Vocational Aptitude Battery - G factor (ASVAB-g). En color rosa la curva (la más acuminada) de las mujeres (media = 8.45 sd = 2.8), en color azul la curva (la más plana) de los hombres (media = 8.66 sd = 3.2). Se puede observar una mayor variabilidad en los resultados obtenidos por los hombres así como una muy leve ventaja en la media.

### Superdotación según el sexo
En general hombres y mujeres tienen unos resultados similares en cuanto a nivel de inteligencia promedio. No obstante, la inteligencia en la población masculina esta más distribuida en los extremos de la campana de Gauss, con una mayor variabilidad de resultados, habiendo una población relativamente mayor de hombres tanto con discapacidad intelectual como superdotación intelectual. Este fenómeno es debido, según Lehrke y apoyado por Gillian Turner, a que la probabilidad de heredar el cromosoma X en el hombre se ve disminuida a una (XY); en tanto que en las mujeres puede suceder una combinación de dos probabilidades (XX) llegándose a promediar un cromosoma X inteligente con un cromosoma X no inteligente dando como resultado una inteligencia más promedia.
Horst Hameister, investigador de la Universidad de Ulm en Alemania, argumenta que en la media femenina existe una ventaja (estadísticamente no significativa) pero hay más variabilidad en la población masculina diciendo lo siguiente:

“Las mujeres tienden a ser mejores en general en las pruebas de cociente intelectual, que en promedio están en alrededor de 100 puntos, mientras que los hombres tienen un promedio de 99 puntos”..... “Además, más hombres tienen retrasos mentales. Pero cuando usted mira en los cocientes intelectuales de 135 puntos o más, verá más hombres que mujeres”.

La neurofisióloga de Universidad de Oxford, Susan Greenfield, apunta que arriba de 145 puntos solo aparece una mujer por cada ocho hombres en las estadísticas.
En investigaciones de Hameister, Ulrich Zechner y entre otros colegas de la Universidad de Ulm, hallaron un grupo de genes en particular dentro del cromosoma X relacionados con el desarrollo de las habilidades cognitivas, argumentando que durante la evolución de la inteligencia humana la selectividad ejercida por la mujer al buscar pareja sexual ha tenido significativa importancia.

### Superdotación según la etnia
Richard Lynn, además de proponer que la media masculina aventaja a la femenina, va más allá. proponiendo también que hay diferencias entre las distintas variedades raciales, esto tras unos estudios realizados por él arrojando una lista de la variación de la media del cociente intelectual por países.
Lynn argumenta que este fenómeno podría deberse a que los movimientos migratorios durante las últimas glaciaciones están intrincadamente relacionados con el desarrollo de la inteligencia en los distintos grupos humanos durante los últimos decenios de miles de años. Es decir, que cuando los tempranos humanos migraron de África a Eurasia encontraron serias dificultades para sobrevivir durante los gélidos inviernos. Este problema fue más notorio durante las eras de hielo. Las comidas a base de plantas no eran viables durante la mayor parte del año y la supervivencia requería de la caza y desmembramiento de grandes presas, además de requerir de la capacidad de hacer herramientas, armas y prendas de vestir, la construcción de refugios y el mejor control del fuego. Estos problemas requieren de una mejor inteligencia ejerciendo una mayor presión selectiva para mejorarla, en particular en las razas orientales.
Estos estudios han encontrado muchos críticos, sobre todo en aquellos que también han trabajado con poblaciones del continente africano, al cual Lynn da una media de 70, en algunos países africanos con menos de 60 puntos. Argumentan que en estos pueblos tal cociente equivale a retraso mental de leve a moderado [cita requerida] y entra en contradicción con el comportamiento de los grupos de jóvenes estudiados por tales investigadores, como Robert Sternberg, científico de origen judío, lo que a agrupaciones racistas les parece descalificante, en esos países. Otra crítica es la denominación de raza a las variedades étnicas y geográficas del mundo por parte del autor de tal tesis, siendo la definición más correcta la denominación de variación clinal, por lo que se dice que de entrada esta teoría podría reflejar una actitud tendenciosa.

## Teorías sobre la superdotación intelectual

### Teoría del cromosoma X
Aplicando el teorema de Tchebichev y el teorema del límite central[cita requerida] al caso del “gen de la inteligencia” del cromosoma X del par 23, resulta que los varones presentan una distribución Gaussiana de dicho gen con la misma media y la misma desviación típica que la población genética mundial, pues en los varones N=1, pues tienen solo un cromosoma X. En cambio, las mujeres tienen dos cromosomas X, luego N=2. Con la misma media, la distribución Gaussiana de su inteligencia presenta una menor desviación típica, al dividir por 1,4142 (la raíz cuadrada de 2). Es decir, la inteligencia media de hombres y mujeres es aproximadamente la misma, pues es una extracción de cromosomas X de una misma masa genética mundial. Pero la dispersión de la inteligencia es mayor en los varones, mientras que en las mujeres, presenta valores más aproximados a la media, por ser promedios de N=2.
En un caso muy simplista, y para su compresión, se puede ejemplificar un matrimonio “equilibrado” donde hombre y mujer tienen ambos una inteligencia de 5 puntos sobre 10. El hombre tiene un gen de inteligencia con valor necesariamente 5. La mujer, por ejemplo, podría tener dos genes con valores 3 y 7, en sus dos cromosomas X, por lo que tendría en promedio una inteligencia de 5 puntos. Supóngase que tienen cuatro hijos; 2 niños y 2 niñas. Si los cromosomas X de la madre se reparten por igual, se tendría:
- Niño 1: cromosoma X de la madre de 7 puntos.
- Niña 1: cromosoma X de la madre de 7 puntos más cromosoma X del padre de 5 puntos. Inteligencia promedio 6.
- Niña 2: cromosoma X de la madre de 3 puntos más cromosoma X del padre de 5 puntos. Inteligencia promedio 4.
- Niño 2: cromosoma X de la madre de 3 puntos.

Los cuatro hermanos tienen inteligencias distintas, aun cuando los padres sean iguales a 5, y además los niños quedarán en los extremos y las niñas en el centro.